# Gălăbintsi
Gălăbintsi (bulgariska: Гълъбинци) är ett distrikt i Bulgarien.   Det ligger i kommunen obsjtina Tundzja och regionen Jambol, i den centrala delen av landet, 240 km öster om huvudstaden Sofia.